# Wierchnieje Isakowo
Wierchnieje Isakowo (ros. Верхнее Исаково) – wieś w Rosji, w rejonie kiczmiengsko-gorodieckim obwodu wołogodzkiego. W 2002 r. liczyła 1 mieszkańca, a w 2010 r. była niezamieszkana.